# Zandpoort (ecoduct)

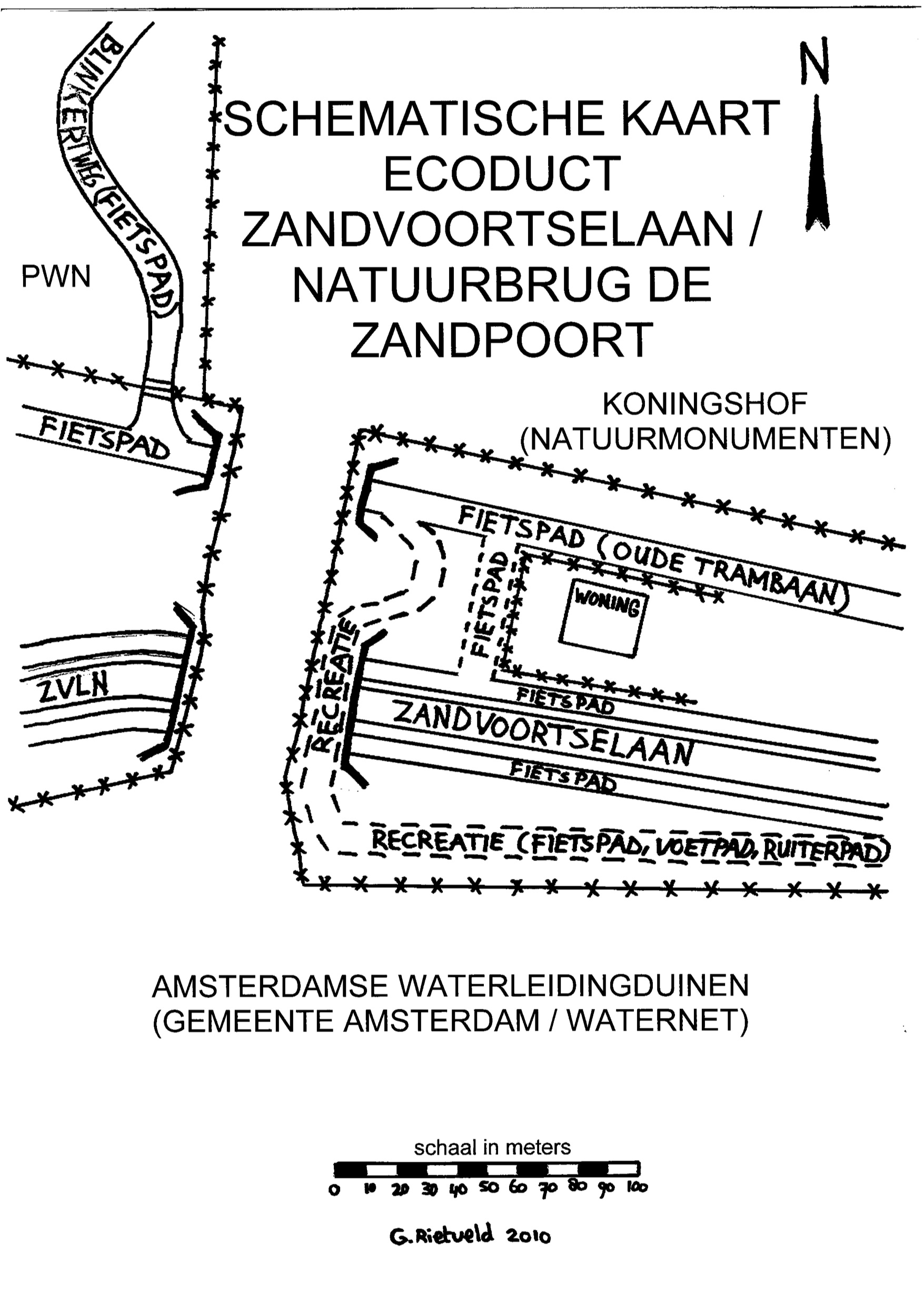
Niet uitgevoerd ontwerp van de Natuurbrug Zandpoort

Zandpoort is een natuurbrug over de Zandvoortselaan, onderdeel van de N201, in de duinen tussen de bebouwde kom van Zandvoort en Bentveld in de provincie Noord-Holland. Het ecoduct verbindt sinds de opening in 2013 het 3800 hectare grote Nationaal Park Zuid-Kennemerland met het 3400 hectare grote Amsterdamse Waterleidingduinen. Sinds 2003 bestonden er plannen om deze gebieden met elkaar te verbinden. De Zandpoort is een van de natuurbruggen die werden gerealiseerd. De andere zijn Zeepoort en Duinpoort.

## Ontwerp
De Natuurbrug Zandpoort bestaat uit twee in serie liggende ecopassages met beide een noord-zuidoriëntatie. De noordelijke passage overbrugt de Voormalige Trambaan, voorheen het tracé van de Tramlijn Amsterdam - Haarlem - Zandvoort, dat in gebruik is als fietspad. De zuidelijke passage overbrugt de Zandvoortselaan en twee parallelle fietspaden. Tussen de twee ecoducten zit een afstand van zo’n 60 meter. De noordelijk passage heeft een breedte van 50 meter en een overspanning van 15,8 meter. Het zuidelijke ecoduct heeft een breedte van 60 meter en een overspanning van 33,5 meter. Bij deze passage is recreatief medegebruik mogelijk. Voor de recreatieve functie van de passage is een strook van 10 meter breed gereserveerd en voor de ecologische functie van het ecoduct is een strook van 50 meter breed gereserveerd.

## Geschiedenis
De met elkaar te verbinden gebieden werden van elkaar gescheiden door de Zandvoortselaan en de lintbebouwing langs deze weg. Tussen de kernen van Zandvoort en Bentveld was er maar over een korte lengte bebouwing aan één zijde van de weg waar de natuurbrug het best kon worden geplaatst. Er werd gekozen voor een locatie ter hoogte van het voormalig partycentrum ‘De Manege’. Daar was de onderlinge afstand tussen bebouwing ook het grootst. Zodoende kon er zo min mogelijk bebouwing gesloopt worden voor de passage. In 2003 heeft de Provincie het voormalig partycentrum De Manege opgekocht om er de passage te realiseren.
De financiering van de natuurbrug kwam door bijdragen van de verschillende gebiedsbeheerders, door subsidiëring van de Provincie en door een subsidie uit het Europees Fonds voor Regionale Ontwikkeling nagenoeg rond. 
Verwacht werd dat men eind 2011 kon beginnen met de bouw. In december 2013 werd de natuurbrug opgeleverd.